# فورتيتودو بولونيا
فورتيتودو بولونيا (بالإيطالية: Fortitudo Pallacanestro Bologna 103)‏ هو فريق كرة سلة إيطالي تأسس في سنة 1932 يقع في بولونيا. لعب في ليغا باسكيت الدرجة الأولى.

## أبرز اللاعبين
من أبرز اللاعبين الذين لعبوا معه:
- أرتيس غيلمور
- فينتشنزو إسبوزيتو
- كارلتون مايرز
- أليساندرو فروسيني
- غريغور فوكا
- جياكومو جالاندا
- روبرتو تشياسيج
- دومينيك ويلكنز
- جيانلوكا باسيلي
- ماركو جاريك
- إدي جيل
- أورليوس جوكاوسكاس
- ماركو ميليتش
- ستيفانو مانسينيلي
- جيانماركو بوزيكو
- كارلوس دلفينو
- ماركو بلينلي
- ياخوبا دياوارا
- كيوان جاريس
- مارسيلينيو هويرتاس
- كيرون أشارا
- أوروش سلوكار
- دي جاي ستروبري

## وصلات خارجية
- الموقع الرسمي